# Tammy Mahon
Tammy Mahon (ur. 4 listopada 1980 w Holland) – kanadyjska siatkarka, grająca na pozycji atakującej. Była kapitanem drużyny narodowej.

## Sukcesy klubowe
Puchar Szwecji:
- 2004

Mistrzostwo Szwecji:
- 2004

Mistrzostwo Rumunii:
- 2009

Mistrzostwo Azerbejdżanu:
- 2010

Mistrzostwo Grecji:
- 2011